# 2020 Maya Awards
6th Maya Awards là lễ trao giải do Maya Channel Mazagine tổ chức, nhằm tôn vinh những người trong ngành giải trí Thái Lan trong các lĩnh vực âm nhạc, truyền hình và phim truyền hình vì những thành tựu mà họ đã đạt được trong năm 2020.
Đêm trao giải được tổ chức tại Hội trường CDC Crystal Grand Ballroom, Băng Cốc, Thái Lan vào thứ năm, ngày 20 tháng 10 năm 2020.

## Giải thưởng và đề cử
Đề cử đạt giải được liệt kê đầu tiên và được '''tô đậm''':

### Kênh truyền hình
| Entertainment Person of the Year (Nhân vật giải trí của năm)                                                       | Television Station Executive of the Year (Giám đốc Đài truyền hình của năm)             |
| --- | --------------------------------------------------------------------------------------- |
| - Ekkachai Srivichai                                                                                               | - Ongard Prapakamol, Chief Media Officer of True Corporation & Managing Director of TNN |
| Best News Production (Nhà sản xuất tin tức hay nhất)                                                               | Best Television Program (Chương trình truyền hình hay nhất)                             |
| - TNN | - กิ๊กดู๋ สงครามเพลงเงินล้าน (Kik Duu) (PPTV)                                                 |
| Top Digital Television of the Year (Kênh truyền hình kỹ thuật số hàng đầu của năm)                                 |                                                                                         |
| - One 31 - Workpoint TV - True4U - GMM 25 - MCOT HD - Thairath TV - Channel 3 HD - Amarin TV - Channel 7 HD - PPTV |                                                                                         |

### Chương trình truyền hình & Phim
| Best Male Newscaster (BTV nam xuất sắc nhất) | Best Female Newscaster (BTV nữ xuất sắc nhất) |
| --- | --- |
| - Suphapchai Boodchan thuộc Workpoint News | - Niratchaya Monthong thuộc TNN |
| Best Male Program Host (MC nam xuất sắc nhất) | Best Female Program Host (MC nữ xuất sắc nhất) |
| - Siwat Chotchaicharin thuộc Ching Roi Ching Lan (Workpoint Entertainment) | - Panadda Wongphudee thuộc สุดจัดปนัดดา (Sut Cat Panadda) (Amarin TV) |
| Best News Analyst (Nhà phân tích tin tức tốt nhất) | Best Newscaster in Thai Language (BTV xuất sắc nhất bằng tiếng Thái) |
| - Banjong Cheewamongkolkarn thuộc Workpoint News | - Tanasorn Amatayakul thuộc Channel 3 HD |
| Male Rising Star (Sao nam đang lên) | Female Rising Star (Sao nữ đang lên) |
| - Kanin Chobpradit thuộc ทิวาซ่อนดาว (Thiwa Son Dao) (Channel 3 HD) | - Mookda Narinrak thuộc โซ่เวรี (So Weri) (Channel 7 HD) |
| Best Television Drama (Phim truyền hình hay nhất) | Best Drama Director (Đạo diễn phim truyền hình xuất sắc nhất) |
| - รักนิรมิต (Rak Niramit) (True4U) | - Ampaiporn Jitmaingong trong My Husband in Law (Channel 3 HD) |
| Best Actor (Nam diễn viên chính xuất sắc nhất) | Best Actress (Nữ diễn viên chính xuất sắc nhất) |
| - Pakorn Chatborirak trong เพลิงรักเพลิงแค้น (Plerng Rak Plerng Kaen (Channel 3 HD) - Sukollawat Kanarot trong Mister Indy Honey Hipster (Channel 7 HD) - Sean Jindachot trong ฤกษ์สังหาร (Roek Sanghan) (ONE 31) - Andrew Gregson trong Voice (True4U) - Sunny Suwanmethanon trong My Ambulance (ONE 31) - Pataradet Sa-nguankwamdee trong มธุรสโลกันตร์ (Mathurot Lokan) (Channel 7 HD) - Mick Tongraya trong มนตร์กาลบันดาลรัก (Mon Kan Bandan Rak) (Channel 7 HD) - Wongsakorn Poramathakorn trong ทะเลแปร (Thale Paen) (Amarin TV) - Thanapob Leeratanakajorn trong หัวใจศิลา (Hua Jai Sila) (ONE 31) - Napat Injaiuea trong ลูกกรุง (Luk Krung) (ONE 31) | - Peechaya Wattanamontree trong สองนรี (Song Naree) (Channel 7 HD) - Pimchanok Leuwisedpaiboon trong ใบไม้ที่ปลิดปลิว (Bai Mai Tee Plid Plew) (ONE 31) - Urassaya Sperbund trong กลิ่นกาสะลอง (Klin Kasalong) (Channel 3 HD) - Davika Hoorne trong My Ambulance (ONE 31) - Khemanit Jamikorn trong Voice (True4U) - Woranuch Bhirombhakdi trong วุ่นรักนักข่าว (Woon Rak Nakkao) (PPTV) - Maylada Susri trong อินทรีแดง (Insi Daeng) (Channel 7 HD) - Chiranan Manochaem trong วิมานมนตรา (Viman Montra) (Channel 7 HD) - Marie Broenner trong ลูกกรุง (Luk Krung) (ONE 31) - Nuttanicha Dungwattanawanich trong เพลิงพรางเทียน (Plerng Phrang Thian) (Channel 3 HD)                            |
| Best Supporting Actor (Nam diễn viên phụ xuất sắc nhất) | Best Supporting Actress (Nữ diễn viên phụ xuất sắc nhất) |
| - Amarin Nitibhon trong ทีใครทีมันส์ (Tee Khrai Tee Man) (Channel 3 HD) - Tanin Manoonsilp trong ทุ่งเสน่หา (Toong Sanaeha) (Channel 3 HD) - Nattawut Skidjai trong Mist of Love (Channel 3 HD) - Thiti Mahayotaruk trong My Ambulance (ONE 31) - Patiparn Pataweekarn trong ฤกษ์สังหาร (Roek Sanghan) (ONE 31) - Masu Junyangdikul trong ลับ ลวง ใจ (Lab Luang Jai) (Channel 3 HD) - Pongsakorn Mettarikanon trong เพลิงพรางเทียน (Plerng Phrang Thian) (Channel 3 HD) - Kawee Tanjararak trong เกมรักเอาคืน (Kem Rak Ao Khuen) (GMM 25) - Poonpat Attapanyapol trong สองนรี (Song Naree) (Channel 7 HD) - Nattarat Nopparattayaporn trong Voice (True4U)    | - Siriam Pakdeedumrongrit trong หัวใจศิลา (Hua Jai Sila) (ONE 31) - Sawika Chaiyadech trong รักนิรมิต (Rak Niramit) True4U - Kanyawee Songmuang trong My Ambulance (ONE 31) - Pichukkana Wongsarattanasin trong ผมอาถรรพ์ (Pohm Arthan) (Channel 3 HD) - Gunnaporn Phungthong trong มนตรามหาเสน่ห์ (Montra Maha Sane) (PPTV) - Patsita Athianantasak trong พรายพิฆาต (Phrai Phikhat) (Channel 7 HD) - Thunyaphat Pattarateerachaicharoen trong ทุ่งเสน่หา (Toong Saneha) (Channel 3 HD) - Phitchanat Sakhakon trong ฤกษ์สังหาร (Roek Sanghan) (ONE 31) - Raviyanun Takerd trong สงครามนักปั้น 2 (Songkhram Nak Pan 2) (ONE 31) - Suphaphorn Wongthuaithong trong Mist of Love (Channel 3 HD) |
| Favorite Television Series of the Year | Favorite Television Drama of the Year |
| - 2gether: The Series (GMM 25) - Until We Meet Again (LINE TV) - TharnType: The Series (ONE 31) - One Year 365 (LINE TV) - The Stranded (Netflix) - Diamond Eyes: The Series (MONO29) - Secret Garden (True4U) - ปลายจวัก (Plai Chawak) (Thai PBS) - Mother: The Series (LINE TV) - Dark Blue Kiss (GMM 25) | - Mist of Love (Channel 3 HD) |
| Highest-rated Television Drama of the Year | Best Inspirational Program |
| - ร้อยป่า (Roi Pah) (Channel 7 HD) | - ปัญญาปันสุข (Panya Pansuk) (Workpoint TV) |

### Âm nhạc
| Most Popular Male Country Singer (Nam ca sĩ nhạc đồng quê nổi tiếng nhất) | Most Popular Female Country Singer (Nữ ca sĩ nhạc đồng quê nổi tiếng nhất) |
| --- | --- |
| - Apiwat Boonanak (Kuentin Studio) - Tree Chainarong (Grammy Gold) - Zak Chumpae (Tonmai Music & Studio) - Lumplend Wongsaklon (Grammy Gold) - Kanet Saloepi (Phodi Muan Studio) - Oil Saengsin (Guitar Record) - Phot Saindi (ศรีบุญเพ็ง ศรีเอเชีย) - Tae Trakooltor (Sing Music) - Kong Huayrai (Independent artist) - Beer Prompong (Grammy Gold) | - Super Valentine (Topline Music) - Lily (ค่ายได้หมดถ้าสดชื่น (เพลง เลิกคุยทั้งอำเภอเพื่อเธอคนเดียว)) - Nhamtoei Sabangbin (Sabaengbin Studio) - Jintara Poonlarp (Independent artist) - Takkatan Chonlada (Independent artist) - Kratai Pannipa (จ้วดจ้าด Studio) - Lamyai Haithongkham - Nescafe Srinakhon (Eurnar Record) - Jirapan Boonchit (เซิ้ง Music) - Bam Pailin (Smiles Music) |
| Favorite Thai Singer (Ca sĩ Thái được yêu thích) | Best Official Soundtrack (Nhạc phim hay nhất) |
| - Tanont Chumroen (I AM) - Marie Eugenie Le Lay (SpicyDisc) - Supakchaya Sukbaiyen (Independent artist) - Du-Omay (Lai Thai Indie) - Milli (Yupp!) - The TOYS (What The Duck) - Olran Chujai (Love Is) - Issara Kitnitchi (Independent artist) - Chisanucha Tantimedh (White Music) - Patsarakorn Chirathivat (Independent artist)              | - "ไม่มีนิยาม (Mai Mee Ni Yam)" của Tawan Vihokratana & Thitipoom Techaapaikhun trong Dark Blue Kiss (GMM 25) - "ขอแค่เธอ (Kor Kae Tur/Hold Me Tight)" by Chainon Jantem trong TharnType: The Series (ONE 31) - "(รักติดไซเรน) Rak Tid Siren" của Nichaphat Chatchaipholrat & Paris Intarakomalyasut trong My Ambulance (ONE 31) - "My Everything" của Putthipong Assaratanakul trong My Ambulance (ONE 31) - "พรหมลิขิต (Prom Likit)" của Napat Injaiuea - "ทุกวันที่สูญใจ (Thuk Wanthi Suk Jai)" của Saksit Vejsupaporn trong ฟ้าฝากรัก (Fah Fak Rak) (Channel 3 HD) - "อยากหยุดเวลาไว้ (Yak Yut Wela Wai)" của Tanont Chumroen trong My Love from the Star (Channel 3 HD) - "คาถาหารัก (Katha Ha Rak)" của Sukollawat Kanarot trong ยอดรักนักรบ (Yotrak Nakrop) (Channel 7 HD) - "สายซับ (Sai Sap)" của BNK48 trong One Year 365 (LINE TV) - "แรงดึงดูดของความรัก (Raeng Deung Dut Khong Khwam Rak)" của Peechaya Wattanamontree & Mick Tongraya trong Saphai Imphot (Channel 7 HD) |

### Giải thưởng đặc biệt
| Best Commentator | Sexy Star of the Year |
| --- | --- |
| - Jakkawal Saothongyuttitum - Sala Khunnawut - Note Chern-Yim - Siriporn Yooyord - Sunaree Rachasima - Nalin Hohler - Sakuntala Thianphairot - Thanawat Prasitsomporn - Maneenuch Smerasut - Techin Ploypetch | - Karnklao Duaysienklao - Apissada Kreurkongka - Natapohn Tameeruks - Phitchanat Sakhakon - Sammy Cowell - Cris Horwang - Patcharapa Chaichua - Pimchanok Leuwisedpaiboon - Kanticha Chumma - Aniporn Chalermburanawong |
| Male Star (Sao nam) | Female Star (Sao nữ) |
| - Suppasit Jongcheveevat (GMM 25) trong TharnType: The Series (One31) - Prachaya Ruangroj trong Turn Left Turn Right (GMM 25) - Itthipat Thanit trong Shadow of Love (Channel 3 HD) - Trisanu Soranun trong ฝ่าดงพยัคฆ์ (Fa Dong Phayak) (PPTV) - Hussawee Pakrapongpisan trong ตะกรุดโทน (Takrut Thon) (Channel 7 HD) - Wongravee Nateetorn trong My Ambulance (ONE 31) - Perawat Sangpotirat trong One Night Steal (GMM 25) - Jiravich Pongpaijit trong ศรีอโยธยา ภาค 2 (Si Ayutthaya Phak 2) (True4U) - Oabnithi Wiwattanawarang trong รักไม่ลืม (Rak Mai Luem) (ONE 31) - Way-ar Sangngern trong เกมรักเอาคืน (Kem Rak Ao Khuen) (GMM 25) | - Oranate D. Caballes trong Shadow of Love (Channel 3 HD) - Mookda Narinrak trong มธุรสโลกันตร์ (Mathurot Lokan) (Channel 7 HD) - Yongwaree Ngamkasem trong ทะเลแปร (Thale Paer) (Amarin TV) - Cherprang Areekul trong One Year 365 (LINE TV) - Eisaya Hosuwan trong แก้วกลางดง (Kaeo Klang Dong) (Channel 3 HD) - Sadanun Balenciaga trong Shadow of Love (Channel 3 HD) - Paphada Klinsuman trong ตะกรุดโทน (Takrut Thon) (Channel 7 HD) - Ploypailin Thangprapaporn trong สุขสันต์วันโสด (Suksan Wan Sot) (Sahamongkol Film) - Paparwadee Chansamorn trong ขิงก็ร่า ข่าก็แรง (Khing Ko Ra Kha Ko Raeng) (Channel 7 HD) - Supassara Thanachart trong เขาวานให้หนูเป็นสายลับ (Khao Wan Hai Nu Pen Sailap) (Channel 3 HD) |
| Best Healthy Star (Sao có sức khỏe tốt nhất) | Best Couple (Cặp đôi được yêu thích) |
| - Hussawee Pakrapongpisan | - Suppasit Jongcheveevat và Kanawut Traipipattanapong - Jumpol Adulkittiporn và Atthaphan Phunsawat - Ranee Campen và Sukollawat Kanarot - Oranate D. Caballes và Itthipat Thanit - Thitiwat Ritprasert và Natouch Siripongthon - Maylada Susri và Mick Tongraya - Vachirawit Chiva-aree và Metawin Opas-iamkajorn - Marie Broenner và Napat Injaiuea - Mookda Narinrak và Pataradet Sa-nguankwamdee - Suppapong Udomkaewkanjana và Pruk Panich |
| Charming Boy (Chàng trai quyến rũ) | Charming Girl (Cô gái quyến rũ) |
| - Tanapon Sukhumpantanasan - Hussawee Pakrapongpisan - Mick Tongraya - Thanapob Leeratanakajorn - Palitchoke Ayanaputra - Prin Suparat - Mario Maurer - Tanawat Wattanaputi - Jirayu Tangsrisuk - Napat Injaiuea | - Maylada Susri - Davika Hoorne - Natapohn Tameeruks - Urassaya Sperbund - Ranee Campen - Kimberly Ann Voltemas - Cherprang Areekul - Pimprapa Tangprabhaporn - Pimchanok Leuwisedpaiboon - Peechaya Wattanamontree |
| Best Creative Television Drama | |
| - ลูกผู้ชายหัวใจทองคำ (Lukphuchai Huachai Thongkham) (Channel 5) | |